# Liste belarussischer Zeitungen
Die folgende Liste beinhaltet eine Auswahl belarussischer Zeitungen. Dabei werden Zeitungen und Zeitschriften zusammengefasst.

## Staatliche Zeitungen
- Sowjetskaja Belorussija
- Narodnaja gaseta
- Respublika
- Swjasda
- Holas Radzimy

## Unabhängige Zeitungen
- Narodnaja Wolja
- BelGaseta
- Swobodnye Nowosti
- Komsomolskaja Prawda w Belorussii
- Belorusy i Rynok
- Nascha Niwa
- Borissowskije nowosti
- Inform-progulka[1]
- Nowy Tschas
- Musykalnaja gaseta
- Brestskaja gaseta